# Binidayan
Binidayan (Bayan ng Binidayan) är en kommun i Filippinerna. Kommunen ligger på ön Mindanao, och tillhör provinsen Lanao del Sur. Folkmängden uppgår till 18 081 invånare.

## Barangayer
Binidayan är indelat i 26 barangayer.
| - Badak - Baguiangun - Balut Maito - Basak - Bubong - Bubonga-Ranao - Dansalan Dacsula - Ingud - Kialilidan - Lumbac - Macaguiling - Madaya - Magonaya | - Maindig - Masolun - Olama - Pagalamatan (Pob.) - Pantar - Picalilangan - Picotaan - Pindolonan - Poblacion - Soldaroro - Tambac - Timbangan - Tuca |